# Manchester Central
Der Manchester Central Football Club war ein kurzzeitig bestehender professioneller Fußballverein in Manchester, England.

## Geschichte
Der Verein wurde 1928 von enttäuschten Anhängern von Manchester City ins Leben gerufen, nachdem dieser Verein 1923 seine angestammte Heimat im Osten von Manchester verlassen und ein neues Stadion im Süden der Stadt bezogen hatte. Der Name Central wurde vergeben, weil der Verein dadurch die gleichen Initialen wie sein Vorbildverein Manchester City hatte. Die Buchstaben MCFC prangten über dem Eingang zum Stadion Belle Vue an der Hyde Road, das nur einen knappen Kilometer vom alten City-Stadion entfernt lag.
Eine der treibenden Persönlichkeiten bei der Gründung des neuen Vereins war John Ayrton, vorher selbst ein Mitglied im Vorstand bei Manchester City. Weitere Gründungsmitglieder waren der große Billy Meredith (zwischen 1894 und 1924 aktiver Spieler sowohl für Manchester City als auch für Manchester United) und Charlie Roberts, der von 1904 bis 1913 für United spielte. Die spektakulärste Verpflichtung des noch jungen Vereins für seine erste Saison 1928/29 in der Lancashire Combination gelang mit dem bisherigen City-Spieler Charlie Pringle, der bei den Citizens zeitweise auch die Kapitänsbinde trug. Später spielte auch der vormalige Erstligatorschützenkönig Frank Roberts als ehemaliger City-Spieler für den Klub.
Als Wigan Borough sich im Oktober 1931 aus der Division Three (North) zurückgezogen hatte, bewarb Central sich um deren Platz in der Liga. Die Vereine in der Liga signalisierten ihre Zustimmung, doch weil die höherklassigen Vereine City und United aus Manchester sich dagegen aussprachen, wurde der Antrag zurückgewiesen. Es hatte den Anschein, dass das in der ersten Liga spielende City keinen neuen Verein mit der gleichen Kurzbezeichnung MCFC in der eigenen Stadt aufkommen lassen wollte. Für United, damals nur in der zweiten Liga und mit damals weitgehend enttäuschendem Zuschauerzuspruch, wirkte Central als Non-League-Verein mit einem teilweise höheren Besucheraufkommen geradezu bedrohlich.
Nachdem Central die Aufnahme in den Profifußball verweigert worden war, wurde der Verein zum Ende der Saison 1931/32, in der er in der Cheshire League gespielt hatte, aufgelöst.